# We’ve Got Tonight (Lied)
We’ve Got Tonight ist ein Popsong des US-amerikanischen Rockmusikers Bob Seger und The Silver Bullet Band aus dem Jahr 1978. Das Duett wurde von Seger geschrieben; er war zusammen mit der der Muscle Shoals Rhythm Section auch für die Produktion verantwortlich.

## Veröffentlichungen und Erfolg
We’ve Got Tonight wurde am 5. Mai 1978 bei Capitol Records als Teil von Segers zehntem Studioalbum Stranger in Town veröffentlicht. Am 31. Oktober desselben Jahres erschien es als Single mit der B-Seite Ain’t Got No Money (Katalognummer in Deutschland: 006-85 733).
Das Stück wurde mehrfach gecovert, so etwa 1983 von Kenny Rogers und Sheena Easton. Den größten Charterfolg hatten 2002 Ronan Keating und Lulu mit Platz vier in der britischen Hitparade.

## Rezeption

### Bob Seger & The Silver Bullet Band (1978)
| ChartsChartplatzierungen       | Höchstplatzierung | Wochen |
| ------------------------------ | ----------------- | ------ |
| Vereinigte Staaten (Billboard) | 13 (17 Wo.)       | 17     |
| Vereinigtes Königreich (OCC)   | 22 (15 Wo.)       | 15     |

| ChartsJahrescharts (1979)      | Platzierung |
| ------------------------------ | ----------- |
| Vereinigte Staaten (Billboard) | 94          |

#### Auszeichnungen für Musikverkäufe
| Land/Region               | Auszeichnungen für Musikverkäufe (Land/Region, Auszeichnung, Verkäufe) | Verkäufe |
| ------------------------- | ---------------------------------------------------------------------- | -------- |
| Vereinigte Staaten (RIAA) | Gold                                                                   | 500.000  |
| Insgesamt                 | 1× Gold ·                                                              | 500.000  |

### Kenny Rogers & Sheena Easton (1983)
| ChartsChartplatzierungen       | Höchstplatzierung | Wochen/ Monate |
| ------------------------------ | ----------------- | -------------- |
| Deutschland (GfK)              | 56 (6 Wo.)        | 6 Wo.          |
| Österreich (Ö3)                | 11 (½ Mt.)        | ½ Mt.          |
| Vereinigte Staaten (Billboard) | 6 (18 Wo.)        | 18 Wo.         |
| Vereinigtes Königreich (OCC)   | 28 (7 Wo.)        | 7 Wo.          |

| ChartsJahrescharts (1983)      | Platzierung |
| ------------------------------ | ----------- |
| Vereinigte Staaten (Billboard) | 40          |

#### Auszeichnungen für Musikverkäufe
| Land/Region                  | Auszeichnungen für Musikverkäufe (Land/Region, Auszeichnung, Verkäufe) | Verkäufe |
| ---------------------------- | ---------------------------------------------------------------------- | -------- |
| Kanada (MC)                  | Gold                                                                   | 50.000   |
| Vereinigtes Königreich (BPI) | Silber                                                                 | 200.000  |
| Insgesamt                    | 1× Silber · 1× Gold ·                                                  | 250.000  |

Hauptartikel: Kenny Rogers/Auszeichnungen für Musikverkäufe

### Ronan Keating & Jeanette Biedermann (2002)
| ChartsChartplatzierungen | Höchstplatzierung | Wochen |
| ------------------------ | ----------------- | ------ |
| Deutschland (GfK)        | 7 (14 Wo.)        | 14     |
| Österreich (Ö3)          | 6 (17 Wo.)        | 17     |
| Schweiz (IFPI)           | 25 (14 Wo.)       | 14     |

| ChartsJahrescharts (2003) | Platzierung |
| ------------------------- | ----------- |
| Österreich (Ö3)           | 47          |

#### Auszeichnungen für Musikverkäufe
| Land/Region        | Auszeichnungen für Musikverkäufe (Land/Region, Auszeichnung, Verkäufe) | Verkäufe |
| ------------------ | ---------------------------------------------------------------------- | -------- |
| Deutschland (BVMI) | Gold                                                                   | 250.000  |
| Insgesamt          | 1× Gold ·                                                              | 250.000  |

### Ronan Keating & LuLu (2002)
| ChartsChartplatzierungen     | Höchstplatzierung | Wochen |
| ---------------------------- | ----------------- | ------ |
| Irland (IRMA)                | 10 (13 Wo.)       | 13     |
| Vereinigtes Königreich (OCC) | 4 (13 Wo.)        | 13     |

#### Auszeichnungen für Musikverkäufe
| Land/Region       | Auszeichnungen für Musikverkäufe (Land/Region, Auszeichnung, Verkäufe) | Verkäufe |
| ----------------- | ---------------------------------------------------------------------- | -------- |
| Australien (ARIA) | Gold                                                                   | 35.000   |
| Insgesamt         | 1× Gold ·                                                              | 35.000   |